# Rio Deva (Ourense)
O Rio Deva é um rio da província de Ourense, Galiza, Espanha. É um afluente do Rio Minho pela sua margem esquerda, com todo o seu percurso na província de Ourense.